# İbrahim Halil Keser
İbrahim Halil Keser (sinh 2 tháng 7 năm 1997) là một cầu thủ bóng đá Thổ Nhĩ Kỳ thi đấu ở vị trí tiền vệ cho Gaziantepspor. Anh ra mắt Süper Lig ngày 17 tháng 5 năm 2013 trước Mersin İdman Yurdu.